# Arrows A2

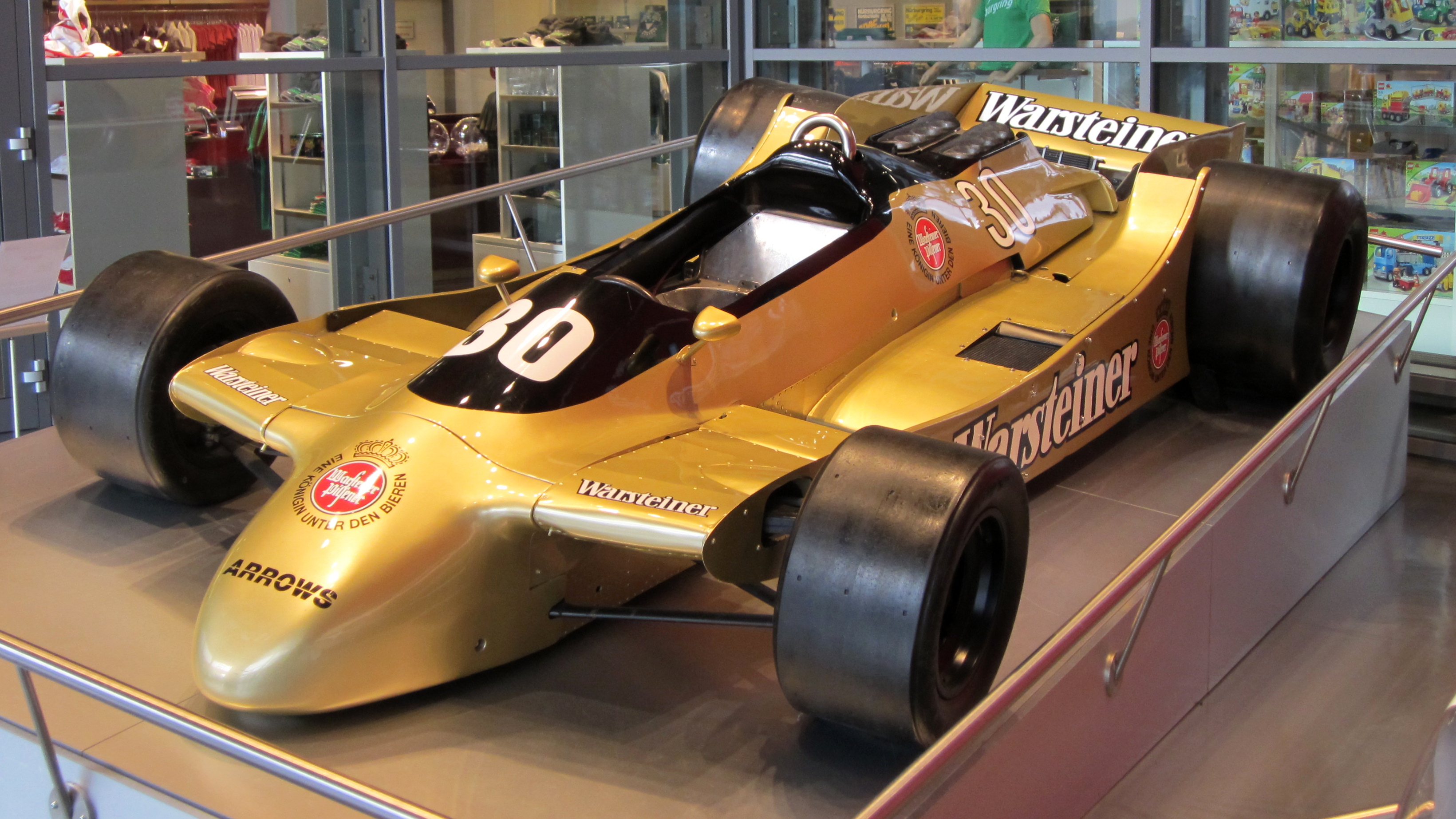
Arrows A2 en el museo de Nürburgring.

El Arrows A2 fue un monoplaza con el cual el equipo Arrows de Fórmula 1 compitió durante la temporada 1979, con los pilotos Riccardo Patrese y Jochen Mass.
Fue creado por Tony Southgate y Dave Wass, tenía motor Ford Cosworth y neumáticos Goodyear. Este monoplaza sumó 2 de los 5 puntos que el equipo obtuvo ese año, quedando 9.º en Constructores.

## Resultados
(Clave) (negrita indica pole position) (cursiva indica vuelta rápida)

| Año  | Motor             | Neu. | N.º | Pilotos          | 1   | 2   | 3   | 4   | 5   | 6   | 7   | 8   | 9   | 10  | 11  | 12  | 13  | 14  | 15  | Puntos | Pos. |
| ---- | ----------------- | ---- | --- | ---------------- | --- | --- | --- | --- | --- | --- | --- | --- | --- | --- | --- | --- | --- | --- | --- | ------ | ---- |
| 1979 | Ford Cosworth DFV | G    |     |                  | ARG | BRA | RSA | USW | ESP | BEL | MON | FRA | GBR | GER | AUT | NED | ITA | CAN | USA | 5*     | 9.º  |
| 1979 | Ford Cosworth DFV | G    | 29  | Riccardo Patrese |     |     |     |     |     |     |     | 14  | Ret | Ret | Ret | Ret | 13  |     | Ret | 5*     | 9.º  |
| 1979 | Ford Cosworth DFV | G    | 30  | Jochen Mass      |     |     |     |     |     |     |     | 15  | Ret | 6   | Ret | 6   | Ret | DNQ | DNQ | 5*     | 9.º  |

- * 3 puntos obtenidos por el Arrows A1B.[2]